# ستيف براون (لاعب دارت)
ستيف براون (بالإنجليزية: Steve Brown)‏ هو لاعب دارت أمريكي، ولد في 15 يوليو 1962 في كارشالتون في المملكة المتحدة.

## وصلات خارجية
- ستيف براون على موقع DartsDatabase.co.uk (الإنجليزية)